# Suctobelba sorrentensis
Suctobelba sorrentensis är en kvalsterart som beskrevs av Hammer 1961. Suctobelba sorrentensis ingår i släktet Suctobelba och familjen Suctobelbidae. Inga underarter finns listade i Catalogue of Life.